# André Cherpillod
André Cherpillod (n. 1930) és un erudit, gramàtic, etimòleg, terminòleg, traductor, interlingüista i esperantista francès. És autor d'un gran nombre d'obres sobre temes molt variats. Va ser membre de l'Acadèmia d'Esperanto del 1992 al 2010.